# Ktoś całkiem obcy
Ktoś całkiem obcy – amerykański thriller z 2007 roku.

## Główne role
- Halle Berry jako Rowena Price
- Bruce Willis jako Harrison Hill
- Giovanni Ribisi jako Miles Haley
- Richard Portnow jako Narron
- Gary Dourdan jako Cameron
- Florencia Lozano jako porucznik Tejada
- Nicki Aycox jako Grace
- Kathleen Chalfant jako Elizabeth Clayton
- Gordon MacDonald jako senator Sachs